# Стефан Егаров
Стефан Егаров (1882 – 1973) е български художник – живописец.

## Биография
Стефан Егаров е роден през 1882 г. в град Сливен. През 1901 г. постъпва в Държавното рисувално училище, където учи до 1908 година при професорите Иван Ангелов, Ярослав Вешин и Петко Клисуров. За пръв път се среща с образците на европейското изкуство през 1903 година по време на екскурзия в Италия. Постъпва в художествената академия в Мюнхен през есента на 1908 година в класа по живопис на Карл фон Мар и се дипломира с отличен успех през 1910 година. В Мюнхен Егаров усърдно прави множество копия от големите образци на Западноевропейското изкуство, като копието му по Рубенс („Лов на лъвове“) е високо оценено от неговия професор.
След завръщането си в България получава диплома от ДРУ през 1911 година и се насочва към учителска дейност.
По време на Балканската и Първата световна война е военен художник, оставил много творби за днешната сбирка на Военноисторическия музей в София.
След 1918 до 1933 година е гимназиален учител по рисуване в родния си град. Участва в общите изложби в София, като излага с Дружество на независимите художници и Дружество на южнобългарските художници. Стефан Егаров е един от основателите на Дружество на независимите художници, заедно с Яким Банчев, Михаил Лютов, Васил Захариев, и др.
Умира в Сливен през 1973 година.

## Творчество
Творчеството му следва класическите принципи на изобразяване. В духа на Мюнхенската си школовка и под влиянието на Карл фон Мар художникът развива подчертан интерес към историческата тематика – значителна част от картините му е посветена на събития и личности от историята на България, интерпретирани с романтична окраска и патос. Жанрово разнообразно, със специфичен облик в контекста на времето си, творчеството на художника все още не е проучено.
Стефан Егаров се проявява и като майстор на натюрморта. Открояващи се с подчертан реализъм, натюрмортите му издават високите му художествени качества. Запазените му академични рисунки от академиите в България и Мюнхен, говорят за неговите способности на добър рисувач.
Днес негови картини са собственост на Военноисторическия музей в София, ХГ „Димитър Добрович“ гр. Сличен, множество частни колекции в България и чужбина.